# Саввин, Степан Афанасьевич
Степан Афанасьевич Саввин известный под псевдонимом — Кун Дьирибинэ (якут. Степан Афанасьевич Саввин; 24 декабря 1903, Болтогинский наслег, Чурапчинский улус, Якутская область, Российская империя — 22 апреля 1970) — якутский советский поэт-сатирик
, переводчик, редактор. Член Союза писателей СССР (с 1944).

## Биография
Якут по происхождению. Получил образование в начальной школе. Работал в волостном ревкоме.
Участник Гражданской войны. В составе ЧОН (Части особого назначения) сражался под Тулагино-Кильдямском (1922) и Амгинском (1923).
В 1924—1929 годах учился в Якутском педагогическом техникуме (ныне Якутский педагогический колледж им. С. Ф. Гоголева). Позже работал в Органах ГПУ — НКВД.
В 1933 году окончил Коммунистический университет трудящихся Востока имени И. В. Сталина. Редактировал газету «Кыым».
Участвовал в Великой Отечественной войне с 1942 по 1945 год. Автоматчик. Участник Сталинградской битвы. После окончания войны работал редактором Якутского книжного издательства «Бичик», литературным сотрудником редакции журнала «Хотугу сулус».

## Творчество
Дебютировал, как сатирик-баснописец и фельетонист в 1925 году. Темой его произведений было изобличение пережитков прошлого и классовых врагов. Сатирическому мастерству поэт учился у Д. Бедного.
Кун Дьирибинэ выступал и с лирическими стихотворениями. Одно из них — «Винтовке моей пятизарядной» стало массовой песней. В стихотворении «Кузнецы» воспеваются строители новой эпохи.
Занимался переводами на якутский язык. Им переведены «Мать» М. Горького, «Любовь Яровая» К. Тренева, «Конёк-Горбунок» П. Ершова, «Люди с чистой совестью» П. Вершигоры, «Далеко от Москвы» В. Ажаева, «Жатва» Г. Николаевой и другие.

## Произведения
- «Тураахтаах күүдээх»
- «Тастыҥ лааппы „талбыт табаара“»
- «Көбүөхтүүрүн аанньа күөх киһиргэс»
- «Уустарга»
- «Бэркэ таптыыр биэбэккэбэр, биэстэ эстэр бинтиэпкэбэр»

## Награды
- Орден Ленина,
- Орден Славы III степени,
- Орден «Знак Почёта»,
- Медаль «За оборону Сталинграда»
- медали СССР
- Почётные грамоты